# Michael McNamara (polityk)
Michael McNamara (ur. 1 marca 1974 w m. Scariff) – irlandzki polityk i prawnik, deputowany krajowy, poseł do Parlamentu Europejskiego X kadencji.

## Życiorys
Absolwent University College Cork, kształcił się następnie w King’s Inns. Pracował jako prawnik w strukturach OBWE i ONZ. Po powrocie do Irlandii podjął praktykę w zawodzie barristera, zajął się też prowadzeniem rodzinnego gospodarstwa rolnego. Zaangażował się w działalność polityczną w ramach Partii Pracy. Z jej ramienia w wyborach w 2011 uzyskał mandat posła do Dáil Éireann 31. kadencji, który wykonywał do 2016. W 2015 przez kilka miesięcy pozostawał poza frakcją laburzystów, co było konsekwencją głosowania przeciwko rządowej propozycji dotyczącej przekształceń własnościowych w przedsiębiorstwie Aer Lingus. W 2020 powrócił do niższej izby Oireachtas jako kandydat niezależny. W 2024 został natomiast wybrany do Parlamentu Europejskiego X kadencji.